# Аршба, Отари Ионович
Ота́ри Ио́нович А́ршба (род. 12 апреля 1955, Сухуми, Абхазская АССР, Грузинская ССР, СССР) — российский политик. Депутат Государственной думы Федерального собрания Российской Федерации IV, V, VI, VII и VIII созывов с 2003 года, председатель комиссии ГД по вопросам контроля за доходами депутатов, мандатным вопросам и этике Государственной думы с 17 сентября 2018 года. Член Высшего совета партии «Единая Россия».
В прошлом — предприниматель, топ-менеджер. Долларовый мультимиллионер. Ветеран спецслужб, полковник ФСБ в отставке, эксперт в сфере безопасности и урегулирования конфликтов, интеграции соотечественников в Российской Федерации.
В Госдуму VIII созыва избран 19 сентября 2021 года по партийному списку «Единой России» от Московской области. В думе седьмого созыва — глава думской комиссии по вопросам контроля за доходами депутатов, мандатным вопросам и этике. Был депутатом Государственной думы VI созыва от «Единой России», членом комитета Госдумы по гражданскому, уголовному, арбитражному и процессуальному законодательству, членом думской комиссии по строительству зданий и сооружений, предназначенных для размещения Парламентского центра, первым заместителем руководителя фракции «Единая Россия».
Являлся депутатом Государственной думы IV и V созывов. В 2008—2011 годах — председатель комитета по регламенту и организации работы Государственной думы, ранее — член комитета по безопасности, председатель комиссии по мандатным вопросам и вопросам депутатской этики. Член генсовета партии «Единая Россия». Член Попечительского совета Федерации тенниса России.
Первый и единственный абхаз в составе Госдумы РФ[значимость факта?].
В 1989—1991 годах Аршба стоял у истоков абхазской государственности новейшего времени, являясь советником-консультантом и организатором политической деятельности в советском парламенте народного депутата СССР, будущего борца за независимость республики, первого президента Абхазии Владислава Ардзинбы. В 1992—1993 годах, в период грузино-абхазского конфликта, Аршба был одним из основных финансовых спонсоров укрепления обороноспособности Абхазии.
Из-за вторжения России на Украину, находится под международными санкциями Евросоюза, США, Великобритании и ряда других стран

## Биография

### Детство и юность
Родился в семье военного, офицера пограничных войск. Отец — Аршба Иона Чантович (род. 1923), абхаз из влиятельного рода в Аджарии, принадлежащего к абжуйской этнографической группе; мать — Талико, грузинка. Брат — Аршба Александр Ионович, московский предприниматель. Двоюродный брат Руслан Аршба — почётный шахтёр, Герой Социалистического Труда, депутат трёх созывов Верховного Совета СССР.
Детские годы Отари Аршба провёл в родительском доме в Батуми, лето проводил в селе Бедиа Очамчирского района Абхазской АССР. С 13 лет живёт в Москве.

### На службе в КГБ СССР
Имеет высшее юридическое и экономическое образование. Окончил Высшую школу КГБ при Совете Министров СССР им. Ф. Э. Дзержинского в 1978 (ныне — Академия ФСБ). В 1994 году получил диплом МВА Международной московской финансово-банковской школы. Кандидат политических наук, в 1996 году защитил диссертацию на тему — «Этнополитический конфликт: сущность и технологии управления» в Российской академии госслужбы при президенте РФ, имеет диплом юриста-правоведа со знанием иностранных языков. Служил в органах государственной безопасности до апреля 1994 года, длительное время — в управлении по защите конституционного строя, под началом генерала Филиппа Бобкова. В конце 1980-х, начале 1990-х годов для исполнения служебных обязанностей Аршба командировался в Азербайджан, Армению, Грузию, Абхазию, страны Балтии. В 1986 году за выполнение особо важного государственного задания по линии контрразведки на Всемирном фестивале молодёжи и студентов в Москве 30-летний офицер получил свою первую высокую правительственную награду, орден «Знак Почёта». В 1988 году, в разгар армяно-азербайджанского конфликта, находясь в качестве офицера советской спецслужбы при исполнении служебных обязанностей в Абовяне, Армения, на митинге подвергнулся грубой провокации со стороны Тельмана Гдляна, в результате чего едва не был растерзан разъярённой толпой.
Закончил службу начальником отдела Аналитического управления ФСБ РФ, имеет звание полковника. После отставки непродолжительное время жил в Лондоне.

### Бизнес и политический консалтинг
Ещё находясь на службе в КГБ, с ведома и согласия руководства ведомства начал заниматься политическим и правовым консалтингом. В 1989—1991 консультировал народного депутата СССР Владислава Ардзинбу, помогая обрасти необходимыми связями в Москве начинающему абхазскому политику, в будущем — борцу за независимость Абхазии, первому президенту Абхазии. В середине 1990-х годов (совместно с Ашотом Егиазаряном) Аршба консультировал генпрокурора РФ Юрия Скуратова. В 1999—2003 консультировал губернатора Кузбасса Амана Тулеева. В 1994 году Аршбе приписывалось продюсирование нашумевшей статьи «Падает снег» («Российская газета», 19 ноября 1994), впервые обозначившей конфликт между Б. Березовским и В. Гусинским.
В период грузино-абхазского конфликта 1992—1993 из личных средств финансировал укрепление обороноспособности Абхазии.
С 1995 — президент Национальной информационной корпорации (НИКО); стоял у истоков компании Интегрум. В 1995 выступил спонсором политического движения «Стабильная Россия», которое предприняло неудачную попытку избраться в Госдуму РФ второго созыва. С 1998 по 2003 — вице-президент, старший вице-президент горно-металлургического комплекса «Евразхолдинг» (Москва). Эта антикризисная компания осуществляла оперативное руководство Нижнетагильским, Западно-Сибирским и Новокузнецким металлургическими комбинатами, объединением «Южкузбассуголь», шахтой «Распадская», а также другими горно-рудными и угольными предприятиями. Аршба являлся миноритарным акционером компании, максимальный размер его доли не превышал 2 процентов. В компании отвечал за социальную политику, взаимодействие с государственными и надзорными органами, силовыми структурами, общественными организациями и средствами массовой информации. Концентрировался на работе в регионах — Кемеровской области и Свердловской области. Не углубляясь в тонкости бизнес-процессов, но будучи высококлассным конфликтологом, отличался уникальной способностью достичь компромисса в самых жёстких спорах, локализовать массовые протестные выступления рабочих, умиротворить профсоюзы, консолидировать прессу.
С 2000 — внешний управляющий, 2000—2003 — председатель совета директоров ОАО «Западно-Сибирский металлургический комбинат».
В 2000 занимался PR-обеспечением избирательной кампании Амана Тулеева как кандидата в президенты России, соперника Владимира Путина.
В 2003—2008 — председатель Социального совета компании Evraz S.A.. Ведал распределением средств компании, предусмотренных на социальную поддержку и благотворительность. Впоследствии — член совета директоров компании.

### Наука, благотворительность и связи
Ближайшие друзья и партнёры по жизни, бизнесу и политике: Аман Тулеев, Сергей Неверов, Светлана Орлова, Сергей Шатиров, Александр Григорьевич Абрамов, Александр Владимирович Фролов, Искандер Махмудов, Андрей Бокарев, Фазиль Искандер, Александр Анкваб, Тарас Шамба, Вахтанг Кикабидзе, епископ Панкратий (Жердев), игумен Мефодий.
Член-корреспондент Международной академии информатизации. Имеет 4 монографии и более 30 публикаций по проблематике межнациональных отношений.
Активный участник благотворительных проектов, в частности — возрождения Валаамского Спасо-Преображенского монастыря, за что удостоен православного ордена преподобного Сергия Радонежского (III степени). Имя Аршбы, как члена Патриаршего попечительского совета, внёсшого значительный личный вклад в реставрацию, выбито на внутренней западной стене верхнего храма Спасо-Преображенского собора на Валааме. Исповедует православное христианство.

## Политическая деятельность

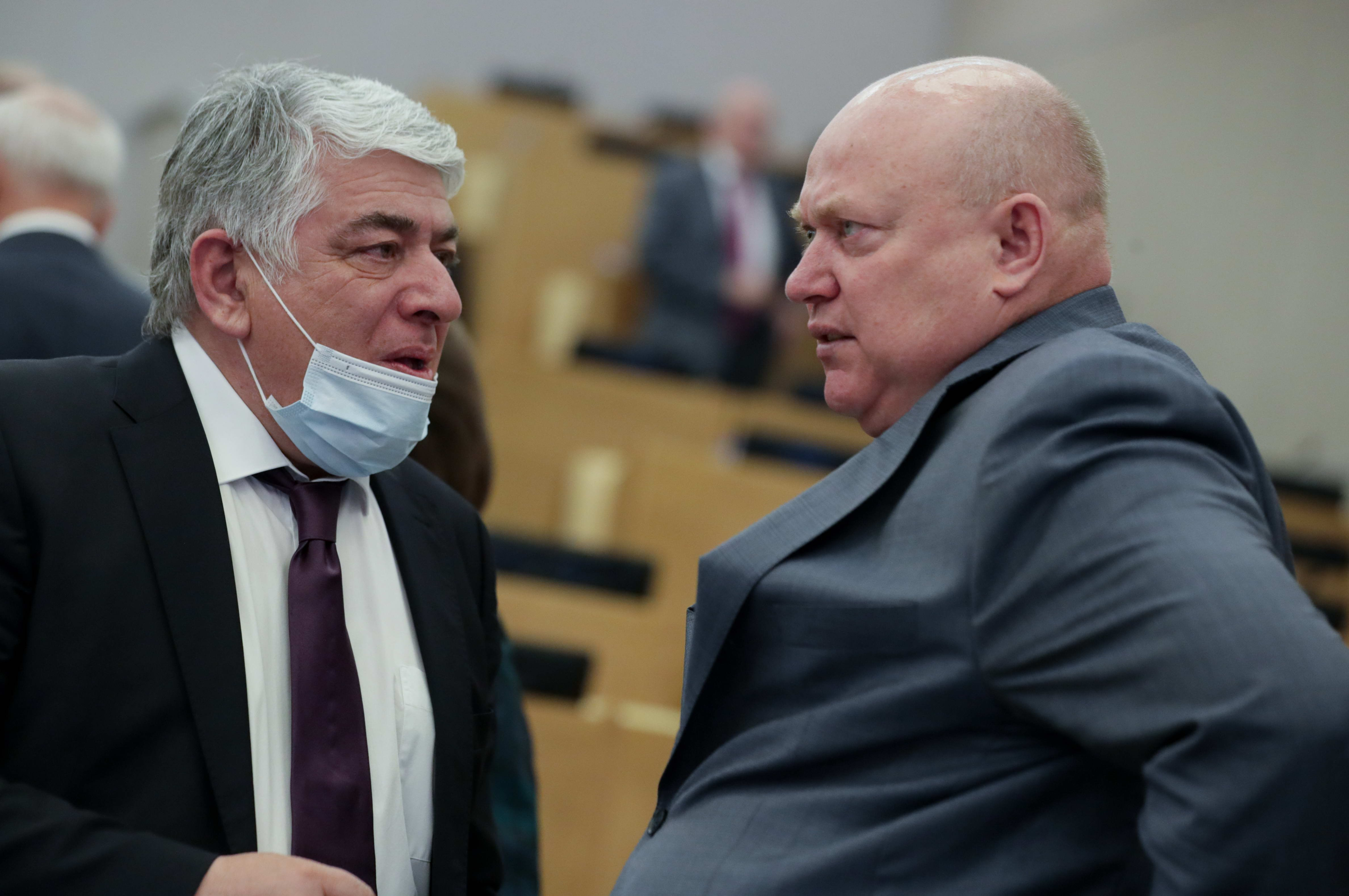
Член Комитета по государственному строительству и законодательству Отари Аршба и Первый заместитель Председателя Комитета по обороне Андрей Красов на пленарном заседании Госдумы, 2021 год

7 декабря 2003 избран депутатом Госдумы РФ четвёртого созыва от избирательного объединения Партия «Единство» и «Отечество» — Единая Россия по списку Кемеровской области, был членом фракции «Единая Россия», членом Комитета по безопасности. В 2004 был автором поправки в закон «О службе в таможенных органах РФ», касающейся предоставления равноценной должности таможеннику после перерыва в службе, вызванного занятием выборного, публичного поста.
2 декабря 2007 избран депутатом Госдумы РФ пятого созыва в составе списка кандидатов, выдвинутого партией «Единая Россия» от Кемеровской области.
В октябре 2010 назначен председателем комиссии партии «Единая Россия» по работе с соотечественниками за рубежом. Член правительственной комиссии по взаимодействию с соотечественниками за рубежом. Член попечительского совета Фонда поддержки прав соотечественников за рубежом. Выступил с инициативой об упрощённом порядке получения российского гражданства зарубежными соотечественниками «по праву крови», признании аттестатов «русских» школ, находящихся в зарубежье, лицензировании преподавательской деятельности, упрощении и господдержке переселенческих процедур.
7 июля 2011 пресса сообщила об охлаждении отношений Аршбы с его многолетним политическим партнёром, губернатором Кузбасса Аманом Тулеевым.
На президентских выборах в Абхазии 26 августа 2011 года Аршба поддержал кандидатуру Александра Анкваба.
24 сентября 2011 года Аршба был утверждён четвёртым номером от Свердловской области в списке кандидатов в депутаты Госдумы РФ шестого созыва (на XII съезде партии «Единая Россия»), не участвуя перед этим в праймериз и региональной конференции «единороссов». Как потом выяснилось, такова была воля генсовета «Единой России», а сам Аршба считает себя «солдатом, выполняющим решения партии».
4 декабря 2011 года — свердловская группа «единороссов» получила на думских выборах 32,71 % голосов, что на 17 % ниже среднероссийского результата. Согласно этим результатам, Аршба избран в Госдуму РФ шестого созыва. Был членом думского комитета по гражданскому, уголовному, арбитражному и процессуальному законодательству, руководитель депутатской группы «единороссов».
11 мая 2012 года принял участие во встрече президента РФ В. Путина и президента Абхазии А. Анкваба в сочинской резиденции «Бочаров Ручей».
В 2015 году Аршба открыл на своей малой родине в Батуми гостиницу «Колизей» (оформленную на его дочь Ингу), что вызвало энтузиазм властей Грузии. Премьер-министр Ираклий Гарибашвили отметил тогда на церемонии «патриотизм семьи Аршбы», поскольку они являются первыми российскими предпринимателями, которые в кризисный период российско-грузинских отношений начали вкладывать инвестиции в Аджарии. В сентябре 2017 года Аршба вновь провёл в Батуми встречу с Гарибашвили, тогда уже экс-премьером Грузии, что вызвало удивление и критику в грузинской прессе.
18 сентября 2016 года Аршба избран депутатом Госдумы РФ в четвёртый раз подряд — теперь по партийному списку «Единой России» от Московской области. Глава думской комиссии по этике.
21 марта 2018 года Аршба и возглавляемая им думская комиссия по этике привлекли внимание российских и международных СМИ в связи с первым в истории Госдумы сексуальным скандалом. Комиссия с приглашением заинтересованных лиц рассмотрела обращение трёх журналисток о сексуальных домогательствах со стороны председателя думского Комитета по международным делам Леонида Слуцкого. Оглашённое Аршбой решение комиссии по этике, не нашедшей у Слуцкого «поведенческих нарушений», вызвало критику в прессе, а также бойкот деятельности Госдумы, комиссии по этике и персонально депутата Слуцкого со стороны более двадцати печатных и сетевых изданий, радиостанций и телеканалов.
19 сентября 2018 года возглавил комиссию Госдумы по вопросам контроля за доходами депутатов, мандатным вопросам и этике, раньше аналогичной комиссией руководила Наталья Поклонская.
19 сентября 2021 года избран депутатом Госдумы в пятый раз подряд. Депутатом Госдумы VIII созыва избран по списку «Единой России», баллотировался под 6-м номером региональной группы № 39 (Московская область).

## Законотворческая деятельность
С 2004 по 2019 год, в течение исполнения полномочий депутата Государственной Думы IV, V, VI и VII созывов, выступил соавтором 31 законодательной инициативы и поправок к проектам федеральных законов.

## Санкции
25 февраля 2022 года, на фоне вторжения России на Украину, включён в санкционный список стран Евросоюза в ответ на решение России признать территории Донецкой и Луганской областей Украины и на решение об отправке туда российских войск.
11 марта 2022 года внесён в санкционный список Великобритании «за признание независимости двух сепаратистских регионов в Украине».
30 сентября 2022 года внесён в санкционный список США в ответ на «фиктивные референдумы» и «аннексию территорий Украины российскими оккупационными силами». Государственный департамент отмечает что депутаты единогласно приняли закон о фейках, а некоторые депутаты сыграли ключевую роль в распространении российской дезинформации о войне.
23 февраля 2023 года включён в санкционный список Канады «соратников режима», так как он «голосовал за законодательство связанное с вторжением и попыткой аннексии четырёх регионов Украины».
По аналогичным основаниям находится в санкционных списках Швейцарии, Австралии, Японии, Украины и Новой Зеландии.

##### Уголовное преследование
22 марта 2023 года Отари Аршба заочно приговорён украинским судом к 15 годам лишения свободы с конфискацией имущества по статье о посягательстве на территориальную целостность и неприкосновенность Украины.

## Награды
- Орден «За заслуги перед Отечеством» IV степени (2011)
- Орден Дружбы (2006)
- Орден «Честь и слава» II степени (2021, Абхазия)[52]
- Орден «Знак Почёта» (1986) — закрытым указом, за личный вклад в разоблачение агентурной сети иностранной спецслужбы[11]
- Областные награды Кемеровской области: Медаль «За особый вклад в развитие Кузбасса» и юбилейная медаль «60 лет Кемеровской области» за значительный личный вклад в социально-экономическое развитие области.
- Орден преподобного Сергия Радонежского III степени
- Почётная грамота правительства Российской Федерации (23 марта 2010 года) — за заслуги в законотворческой деятельности Государственной Думы Федерального Собрания Российской Федерации[53].

## Состояние
Согласно Антикоррупционной декларации — 2012, годовой доход — свыше 43,5 млн рублей. Шесть земельных участков в России и Грузии площадью от 700 до 7,4 тыс. м²., три дома в Московской области общей площадью около 2,5 тыс. м². (в том числе главный дом в Апрелевке площадью 1519 м²) и дом в Батуми площадью 242 м². Помимо этого — квартира в Москве площадью 72 м². В собственности шесть автомобилей класса «люкс».
С середины 1990-х годов Аршба является долларовым мультимиллионером, только в 2003 году он, по официальным данным, заработал около 4 млн долларов. Согласно опубликованным неофициальным данным, общая стоимость капиталов и имущества Аршбы оценивается в более чем 1 млрд долларов. В 2007 году грузинская газета «Джорджиан таймс» опубликовала список богатейших уроженцев Грузии, в котором Аршба занял 9 место, а размер его состояния оценен экспертами издания в 2,5 миллиарда долларов.

## Увлечения
На досуге — ресторатор и отельер, основатель и владелец ресторанов абхазской кухни в Москве «Сам пришёл». Семья Аршбы владеет отелями и ресторанами также в Абхазии (Пицунда) и Аджарии (Батуми). Занимался продюсированием в различных областях творческой деятельности, прежде всего — в музыке, журналистике и литературе. В 1999—2007 годах был владельцем общественно-политической газеты «Губернские ведомости» в Кузбассе. Превосходный организатор застолий в приятной компании, обладает незаурядным даром тамады. От матери унаследовал любовь к танцам и красивым праздникам, от отца — железную дисциплину, чувство воинского и патриотического долга. В молодости был кандидатом в мастера спорта по футболу и по настольному теннису. В зрелые годы по настоянию Бориса Грызлова с удовольствием выступал за футбольную сборную Госдумы, играл в большой теннис, принимал участие в любительских международных соревнованиях, в частности, на Кипре, был призёром в парном разряде
.

## Факты
- Является первым в истории абхазом — депутатом Госдумы РФ.
- В грузинской прессе в 2017 году упоминался как «правая рука Путина»[33].
- В абхазской и грузинской диаспоре, в кругу друзей и ветеранов службы известен также как Тенгиз Аршба или Тенго[33].
- Левша. По собственному признанию, «на руку, на ногу, и на мозги»[58].
- Имеет личную охрану.
- Любит животных, в большом количестве и разнообразии содержит их во дворе своего подмосковного особняка[12].
- Спонсировал издание сочинений своего любимого писателя Фазиля Искандера.
- Невестка Аршбы — Тамуна Немсицверидзе выиграла титул «Мисс Грузия 2007»[14].

## Семья
Женат первым браком на грузинке Марине Абессаломовне Зенаишвили, по профессии она офтальмолог, занималась и предпринимательской деятельностью. Супруги имеют дочь Ингу (р.6 февраля 1980) и сына Ираклия (р.31 марта 1982), внука и внучку Марину. Все члены семьи Аршбы, кроме него самого, позиционируют себя в обществе как этнические грузины.
Второй сын депутата, о котором иногда упоминается в биосправках, в действительности является его родственником, который в силу житейских обстоятельств воспитывался в доме Аршбы.